# Macedonia (Alabama)
Macedonia est un census-designated place situé dans l’État américain de l'Alabama, dans le comté de Pickens.

## Démographie
| 2000 | 2010 | - | - | - | - |
| ---- | ---- | - | - | - | - |
| 291  | 292  | - | - | - | - |